# Севрюков, Олег Владимирович
Олег Владимирович Севрюков (15 января 1920 — 17 декабря 1981) — ижевский краевед и педагог. Автор книги «Ижевск: краеведческий очерк» (1969, 1972).

## Биография
Родился в 1920 году в городе Томске, но уже через два года семья переехала в город Ижевск, с которым связана вся его дальнейшая жизнь.
В 1939 году, окончив среднюю школу, поступил на исторический факультет Удмуртского педагогического института, но вскоре был призван на срочную службу в РККА.
Участник Великой Отечественной войны и Советско-японской войны. Рядовой. Проходил службу на Дальнем Востоке. Участвовал в боях с японцами на территории Маньчжурии в составе 73-го инженерно-сапёрного батальона 27-й инженерно-сапёрной бригады 1-й Краснознамённой армии 1-го Дальневосточного фронта.
Демобилизован в феврале 1946 года в звании ефрейтора. Награжден медалями «За Победу над Германией», «За Победу над Японией».
После войны вернулся к обучению в институте, закончив который в 1949 году, начал работать преподавателем истории в Ижевском индустриальном техникуме. Член ВКП(б) с 1948 года.
С 1954 года и до выхода на пенсию в 1981 году — преподаватель в библиотечном техникуме (позднее Культурно-просветительное училище).
Умер в 1981 году.

### Краеведческая деятельность
В начале 1950-х годов занялся сбором и изучением материалов по истории города Ижевска.
Автор большого количества статей по истории города, автор дважды изданной книги «Ижевск. Краеведческий очерк» (1969, 1972).
В Архиве Удмуртии фонд О. В. Севрюкова — самый большой и самый информативный по истории Удмуртии из всех фондов личного происхождения (наряду с фондом А. В. Новикова). Его личный фонд содержит в том числе фотографии видов многих населенных пунктов Удмуртии, зданий, актёров Ижевского театра, выпускников Ижевской оружейной школы, учениц женских гимназий и школ и другие.
Один из основателей Ижевского общества коллекционеров (1960). Собрал уникальную коллекцию фотографий и почтовых открыток с видами Ижевска, изданных до 1917 года. Собрал богатые филателистическую и нумизматическую коллекции с почтовыми марками, денежными знаками и монетами России и СССР. Читал курс лекции «Нумизматика» на историческом факультете УдГУ.
С 1966 года — член президиума Совета Ижевского городского отделения ВООПИК.
Будучи любителем цирка в течение 30 лет собирал и изучал документы и материалы по истории Ижевского цирка, являлся рецензентом его цирковых программ.

### Публикации
- Ижевск. — Ижевск: Удмуртия, 1969. — 271 с. (тираж 20.000 экз.)
- Ижевск: краеведческий очерк / 2-е изд., испр. и доп. — Ижевск: Удмуртия, 1972. — 271 с. (тираж 60.000 экз.)
- Улицы рассказывают. — Ижевск, 1969. — стр. 48-84
- Забвению не подлежит: фотоальбом / Авт. текста: О. В. Севрюков и др. — Ижевск: Удмуртия, 1972. — 80 с.

Автор статей по краеведению в газете «Удмуртская правда» и других изданиях Удмуртии.

## Награды
Награжден медалями «За Победу над Японией» (1945), «За Победу над Германией» (1945), «За доблестный труд. В ознаменование 100-летия со дня рождения Владимира Ильича Ленина» (1970), а также юбилейными медалями «Двадцать лет победы в Великой Отечественной войне 1941—1945 гг.» (1965), «Тридцать лет Победы в Великой Отечественной войне 1941—1945 гг.» (1975), «50 лет Вооружённых Сил СССР» (1968), «60 лет Вооружённых Сил СССР» (1978).

## Память
16 ноября 2017 года в читальном зале Центрального государственного архива Удмуртской Республики состоялись Первые Севрюковские краеведческие чтения,